# Tadjourah (region)

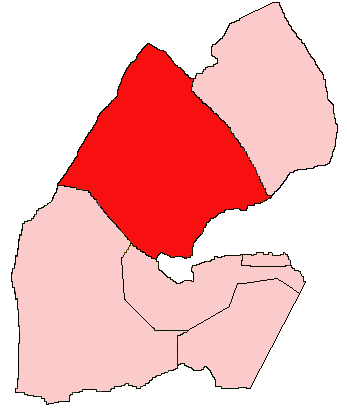
Tadjourahs läge (rött) i Djibouti.

Tadjourah är en av Djiboutis fem regioner. Huvudorten är Tadjourah. Utöver Tadjourah är Dorra, Randa och Balho större städer i regionen.
I nordöst gränsar Tadjourahs region mot regionen Obock och i sydväst gränsar den mot regionerna Dikhil och Arta. I nordväst har regionen gräns mot Etiopien och i de nordligaste delarna mot Eritrea. I sydöst finns kust mot Tadjourahviken.
Regionen är indelad i fyra distrikt, av vilka Tadjourha är det sydöstligaste, Balha det sydvästligaste och Dorra det nordligaste. Det fjärde distriktet, Randa, är beläget mellan distrikten Tadjourha och Dorra, i de centrala och östra delarna av regionen.